# Kosmos Band V
Der Kosmos Band V ist der 1862 erschienene fünfte Band von Alexander von Humboldts Werk Kosmos. Entwurf einer physischen Weltbeschreibung.
Inhaltlich setzt dieser posthum herausgegebene Teil des großen Werkes die Ausführungen zu den tellurischen Erscheinungen fort und knüpft somit unmittelbar an den vierten Band an, mit welchem er ein „abgerundetes Ganzes“ bildet – „das, was man gewöhnlich physische Erdbeschreibung zu nennen pflegt“. So sollte der fünfte Band einige geologische Themen, aber vor allem die Beschreibung des organischen Lebens auf der Erde, an dessen Ende das Menschengeschlecht betrachtet worden wäre, beinhalten.

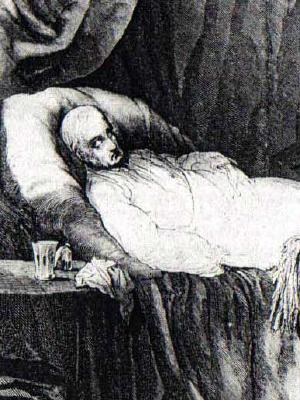
Humboldt im Sterbebett

Oft hatte Humboldt seine Furcht geäußert, er könne vor Vollendung seines großen Werkes sterben. Immer wieder trieb er auch seinen Verleger zur Eile und versprach voll Optimismus „den ganzen Kosmos […] bis Anfang des Winters 1859 zu vollenden.“ Am Morgen des 6. Mai 1859 jedoch verstarb der fast 90-jährige Humboldt, ohne dieses Versprechen einlösen zu können; Band V blieb Fragment. Die letzten Bemerkungen Humboldts in seinem Manuskript hatten dem roten Porphyr gegolten, der die Sankt Petersburger Paläste schmückte. Darunter setzte Humboldts Sekretär Johann Carl Eduard Buschmann folgenden Satz: „Der Tod des großen Autors hat den Faden dieses Werkes abgeschnitten.“
Dass Band V mit seinen 1297 Seiten trotzdem der bei weitem breiteste der Kosmosreihe wurde, ist dem Fakt geschuldet, dass er neben Humboldts Fragment und einer längeren Anmerkung Buschmanns mit Informationen zu den fehlenden Abschnitte (Gebirgsarten, Continente, Umhüllung des Erdkörpers, Vertheilung der Organismen bzw. Geographie der Pflanzen und Thiere, die Menschenracen) das ausführliche Gesamtregister des Werkes enthält.

## Inhalt

### Einleitung
Ursprünglich wollte Humboldt, wie er in der im Juli 1858 verfassten 16-seitigen Einleitung angibt, den Inhalt des Bandes V als zweiten Teil von Band IV herausgeben, „als Gegenstück des alleinigen dritten, uranologischen Bandes; aber die durch die Erfüllung dieses Wunsches verursachte noch unerfreulichere Verzögerung der Publication mußte als ein Hindernis auftreten.“
In Rückblick auf seine Arbeit am Kosmos in den vergangenen Jahrzehnten räumt Humboldt ein, dass er, ob der ungeheuren Menge des Materials und Inhalts, der „Unbegrenztheit der Beobachtungssphäre“ und „Unvollendbarkeit des Erkennens“, der sich selbst gestellten Aufgabe einer allgemeinen Naturbeschreibung und -erklärung, nicht vollständig gerecht geworden ist, dass dies bislang überhaupt niemanden gelungen sei. Er verweist auf Descartes, der sich der seiner Arbeit am Traité de Monde mit ähnlichen Problemen konfrontiert sah. Der Hauptaufwand bestehe darin, von einer Vielzahl beobachteter Naturphänomene induktiv auf allgemeine Gesetzmäßigkeiten zu schließen. Dem gemäß war es nach des Autors eigener Ansicht beim Versuch einer physischen Weltbeschreibung geblieben. Ein Grund dafür sieht er in der großen Zahl neuer naturwissenschaftlicher Erkenntnisse, die die Hälfte des 19. Jahrhunderts gebracht hatte, ein Umstand, den er sehr begrüßte. Gleichzeitig appelliert Humboldt an nachfolgende Forschergenerationen, sich von der Mühseligkeit der Aufgabe nicht abschrecken zu lassen, sieht er doch das Streben nach Erkenntnis von natürlichen Gesetzmäßigkeiten als dem menschlichen Geiste immanent:
„Wenn ich die Unbestimmtheit und Schwierigkeit der Aufgabe einer theoretischen Naturphilosophie lebhaft geschildert habe, so bin ich doch weit entfernt, von dem Versuche des einstmaligen Gelingens in diesem edlen und wichtigen Teile des Gedankenwelt abzuraten […] Möge ein Zeugnis bisheriger Unfruchtbarkeit nicht alle Hoffnung für die Zukunft vernichten! denn es geziemt nicht dem freien Geiste unserer Zeit, jeden zugleich auf Induktion und Analogien gegründeten philosophischen Versuch, tiefer in die Verkettung der Naturerscheinungen einzudringen, als bodenlose Hypothese zu verwerfen: und unter den edlen Anlagen, mit welchen die Natur den Menschen ausgestattet hat, bald die nach dem Kausalzusammenhang grübelnde Vernunft; bald die regsame, zu allem Entdecken und Schaffen notwendige und anregende Einbildungskraft zu verdammen.“
Weiterhin befasst sich Humboldt in der Einleitung mit der linguistisch-etymologischen Bedeutung des Wortes Kosmos – des Titels, von dem er sich wohl bewusst war, das er als anmaßend und unbescheiden aufgefasst werden könnte: „Ich weiß, daß Kosmos sehr vornehm ist und nicht ohne gewisse Afféterie, aber der Titel sagt mit einem Schlagwort Himmel und Erde. […] Mein Bruder ist auch für den Titel Kosmos, ich habe lange geschwankt“, schrieb Humboldt am 27. Oktober 1834 an Varnhagen von Ense. Unter Bezugnahme auf die Arbeit des Sprachwissenschaftlers Dr. Leo Meyer gibt Humboldt an, das Wort griechischen Ursprungs bedeutete Teilung oder Spaltung im Sinne der Ordnung.
Zuletzt würdigt Humboldt in der Einleitung die Verdienste seines (und seines Bruders) Assistenten Eduard Buschmann um die äußere Form sowie die orthographische und grammatikalische Korrektheit aller vorausgegangenen Bände: „Kein Blatt des Kosmos ist erschienen, das nicht in der Handschrift und gedruckt dem scharf eindringenden Blicke des Professors Eduard Buschmann, Bibliothekars an der königlichen Bibliothek und Mitglied der Akademie der Wissenschaften, unterworfen wäre.“

### Teil I: Fortsetzung auf dem Gebiete tellurischer Erscheinungen
Unter dem Titel „Schluss des zweiten Abschnittes tellurischer Erscheinungen, wie sie sich offenbaren in der Reaction des Inneren der Erde gegen den Oberfläche mittelst der Thätigkeit der Vulkane“ ergänzt Humboldt seine im vierten Band begonnenen Erörterungen irdischer Phänomene auf 25 (mit Anmerkungen 32) Seiten. Der Abschnitt (1) von Wasseraustritt und meteorologischen Ereignissen im Zusammenhang mit Vulkanausbrüchen beinhaltet eine Auflistung einer Reihe von Eruptionen von der Antike bis zum 19. Jahrhundert.
Der folgende Abschnitt (2) trägt den Titel „Reihung der Gebirgsarten, durch welche die vulkanische Thätigkeit zerstörend, bildend und verwandelnd gewirkt hat und noch zu wirken fortfährt“, umfasst die Seiten 57 bis 85 (mit Anmerkungen 98) und beschäftigt sich mit der Mineralogie. Eine Inhaltsangabe in Schlagworten ist dem Abschnitt vorangestellt. Ab Seite 75 beginnt unter dem Zwischentitel „Formations-Typen“ die Erörterung der verschiedenen Gesteinsarten; Humboldt unterscheidet die vier Gruppen vulkanisches, Sediment-, metamorphisiertes und Trümmer-Gestein. Die auf Seite 77 begonnene Betrachtung des Granit bricht auf Seite 85 auf Grund des Todes Humboldts ab; es folgen 13 Seiten Anmerkungen.

### Teil II: Nachwort und Ergänzungen

Ausschnitt aus dem Buschmannschen Register

Die Seiten 99 bis 105 umfassen Eduard Buschmanns am 11. April 1860 verfasstes Nachwort zum fünften Band des Kosmos. Mit folgenden einleitenden Worten erklärt Humboldts langjähriger Assistent das abrupte Abreißen der Ausführungen: „Der Tod hat den großen Autor seinem Werk vor dessen Vollendung entrissen.“ Unter Bezugnahme auf verschiedene Stellen des Kosmos und Humboldts Korrespondenz listet Buschmann auf, „was dem Werke des Kosmos zu seinem Schlusse fehlte“: weitere Betrachtungen über Gesteinsarten, dann „die Gestalt der Continente; […] das Meer und die Luft; dann […] die geographische Vertheilung der Organismen […], und zuletzt die Menschenracen“. Angesichts seines fortgeschrittenen Alters habe Humboldt, so Buschmann, vorgehabt diese Inhalte auf Grund der „Notwendigkeit des schnellen Abschlusses“ weniger ausführlich abzuhandeln als vorausgegangenen.
Im Nachlass des Autors befanden sich keine zur Ergänzung des Kosmos-Manuskriptes geeigneten Notizen, auch haben „die nah[m]en und anhänglichen Freunde des Verewigten […] einmüthig geurteilt, daß kein Fremder die Hand anlegen solle, das Fehlende am Werke zu ergänzen.“
So wurde das Werk inhaltlich unfertig veröffentlicht. Lediglich zwei Nachträge zu den Bänden III und IV wurden, entsprechend den Weisungen Humboldts, dem fünften Band hinzugefügt: zwei Übersichtstafeln zu Kometen und Doppelsternen aus der Hand Karl Christian Bruhns’, seit 1854 Erster Observator an der Berliner Sternwarte, sowie eine Überarbeitung des Abschnittes „Die Variationen der magnetischen Neigung“ von Edward Sabine.

### Teil III: Register über den Kosmos
im Auftrage und nach den Anweisungen Alexander von Humboldts ausgearbeitet von Professor Dr. Eduard Buschmann
Den größten Teil des Inhalts von Band V nimmt das rund 1100 Seiten starke, von Buschmann erstellte Register des Kosmos ein, das jener auf Wunsch und nach Anweisungen des Autors erstellte. Buschmann veröffentlichte es auch mit dem Anspruch, es als Wörterbuch, nicht als einfaches Verzeichnis verstanden zu wissen. Humboldt selbst bezeichnete das Register als den wichtigsten Bestandteil des Werks: „Die Hauptsache,“ schreibt er in einem Brief aus Potsdam vom 15. Dezember 1850 an Georg v. Cotta, „das was dem Kosmos den eigentlichen Werth giebt, […] ist das Sachregister […] das nur Prof. Buschmann zu machen versteht.“ In seiner 43-seitigen Einleitung zum Register drückt Buschmann seine Freude über das ihm so ausgesprochene Vertrauen aus, artikuliert aber auch wortreich die Mühe, die mit der umfangreichen Aufgabe verbunden ist, sah er sich doch, ebenso wie Humboldt selbst, einer ungeheuren Fülle von Material gegenüber, ohne jedoch, wie der Autor, über die verfasserische Freiheit zur Beschränkung zu verfügen.
Das Register zum Kosmos geht über ein bloßes Verzeichnen weit hinaus. Vielmehr hat es den Charakter eines Lexikons. Auf ein Schlagwort folgt jeweils eine alphabetische Reihung aller damit in Verbindung stehenden Inhalte sowie Synonyme, Derivate und Komposita. Zum Beispiel folgen dem Namen einer Stadt Auflistungen berühmter Söhne und Töchter derselben sowie dort befindlicher Sehenswürdigkeiten. Unter dem Schlagwort „Ägypter“ wird auch auf die Formulierung „Bewohner des Niltales“ verwiesen. Einige Schlagworte erscheinen sowohl innerhalb übergeordneter Artikel als auch als Überschriften eigener Artikel. Als ein Beispiel hierfür gibt Buschmann in seiner Einleitung „das Erdinnere“ an, das sowohl als Teil des Abschnittes „Erde“ als auch als eigener Abschnitt vorkommt.
Die Schlagworte sind jeweils mit einer Angabe zum Band und der Seite versehen, in dem sie auftauchen und außerdem mit einem Kleinbuchstaben a für Anfang, m für Mitte und e für Ende der Seite. Ein etwa mit der Angabe „II 520 a“ versehenes Schlagwort wäre im zweiten Band auf Seite 520 am Anfang zu finden.